# Julio Alberto Pérez Cuapio
Pour les articles homonymes, voir Pérez.
Julio Alberto Pérez Cuapio (né le 30 juillet 1977 à Tlaxcala de Xicoténcatl) est un coureur cycliste mexicain.

## Biographie
Passé professionnel en 2000, il redevient amateur en 2010 en signant pour l'équipe Empacadora San Marcos. Ce grimpeur sud-américain est un habitué des bons résultats dans le Tour d'Italie, où il anime les étapes de haute montagne. 
Il présente la particularité de perdre souvent du temps sur les premières étapes de plaine, ce qui lui permet de bénéficier de bons de sortie en montagne de la part des coureurs qui jouent le classement général.

## Palmarès et résultats

### Palmarès amateur
- 1998
  - 3e du Trofeo San Serafino
- 1999
  - Schio-Ossario del Pasubio
  - Gara Ciclistica Montappone
  - Circuito di Tuoro
  - 2e de Bassano-Monte Grappa

### Palmarès professionnel
- 2000
  - 2e épreuve du Trofeo dello Scalatore
  - 10e étape du Tour de Langkawi
  - 2e du Tour de Langkawi
- 2001
  - 13e étape du Tour d'Italie
- 2002
  - Tour d'Italie :
    -  Classement de la montagne
    - 13e et 16e étapes

  - 2e du Tour du Trentin
- 2003
  - Semaine cycliste lombarde :
    - Classement général
    - 2e étape (contre-la-montre)
- 2004
  - 2ea étape du Brixia Tour
- 2005
  - Classement général du Tour du Trentin
- 2008
  - 14e étape du Tour du Costa Rica

### Résultats sur les grands tours

#### Tour d'Italie
9 participations
- 2000 : abandon (8e étape)
- 2001 : 45e, vainqueur de la 13e étape
- 2002 : 19e, vainqueur du  classement de la montagne et des 13e et 16e étapes
- 2003 : abandon (18e étape)
- 2004 : 33e
- 2005 : 95e
- 2006 : 42e
- 2007 : 40e
- 2008 : 76e

#### Tour d'Espagne
1 participation
- 2001 : 80e

### Classements mondiaux
| Année            | 2005 | 2006 | 2007 | 2008 | 2009 | 2010 |
| ---------------- | ---- | ---- | ---- | ---- | ---- | ---- |
| UCI America Tour |      |      |      |      | 108e | 209e |
| UCI Asia Tour    | 129e |      |      |      |      |      |
| UCI Europe Tour  | 116e |      |      |      |      |      |